# Mietois församling
Mietois församling (finska: Mietoisten seurakunta) var en församling i Mietois i det finländska landskapet Egentliga Finland. Församlingen blev en del av Virmo församling, när Mietois kommun sammanslogs med Virmo kommun den 1 januari 2007. Församlingens huvudkyrka var Mietois kyrka.

## Historia
Den första kyrkan i Mietois var ett träkapell, helgat åt Sankt Jakob, som låg i byn Hietamäki. Kapellet och Hietamäki församling omnämns för första gången i Åbo domkyrkas svartbok år 1366, även om församlingen sannolikt är äldre. Det antas att den självständiga församlingen omvandlades till en kapellförsamling under Virmo redan på 1300-talet. Mietois bildades till en egen församling igen 1865. Mietois kommun upprättades fyra år senare, år 1869. År 2007 blev Mietois igen en kapell under Virmo.
Den sista kyrkliga förrättningen i Hietamäki kapell ägde rum år 1731. På platsen restes ett minnesmärke på 1950-talet.